# 440 Theodora
440 Theodora (mednarodno ime je 440 Theodora) je asteroid v glavnem asteroidnem pasu.

## Odkritje
Asteroid je odkril ameriški astronom Edwin Foster Coddington (1870–1950) 13. oktobra 1898 na Mount Hamiltonu v Kaliforniji. Imenuje se po hčerki dobrotnika Juliusa F. Stona

## Značilnosti
Asteroid Theodora obkroži Sonce v 3,29 letih. Njegov tir ima izsrednost 0,107, nagnjen pa je za 1,596° proti ekliptiki. Njegov premer je med 11 in 24 km, okrog svoje osi se zavrti v 4,828 urah.